# Austrocarabodes secundus
Austrocarabodes secundus är en kvalsterart som först beskrevs av Sandór Mahunka 1993.  Austrocarabodes secundus ingår i släktet Austrocarabodes och familjen Carabodidae. Inga underarter finns listade.